# Zosteropoda hirtipes
Zosteropoda hirtipes är en fjärilsart som beskrevs av Augustus Radcliffe Grote 1874. Zosteropoda hirtipes ingår i släktet Zosteropoda och familjen nattflyn. Inga underarter finns listade i Catalogue of Life.